# アルバニアの国旗
アルバニアの国旗は、赤地に黒の双頭の鷲を中央に描いた旗。この国旗のデザインは、15世紀にオスマン帝国の支配に抵抗し、一時（1443年-1478年）独立を勝ち取った中世アルバニアの英雄、スカンデルベクの紋章にちなんだものである。
この国旗は1992年4月7日に正式採用されたものだが、それ以前でも少しずつ違うが全体として赤地に双頭の鷲というデザインを使用し続けていた。1946年から1992年の共産主義政権下では、現在の国旗に黄色の縁取りの赤い星が加わっていたものを使用していた。その前のアルバニア王国、アルバニア公国時代も同様であった。
なお、コソボでも独立前はこの国旗をコソボの旗として掲げていたが、独立以降は国旗に準じる民間旗として扱われている。現在でも主にアルバニア人が掲げている。

## 変遷

?商船旗。縦横比: 2:3
? 政府用海上旗。縦横比: 2:3
? 軍艦旗。縦横比: 2:3

スカンデルベグの紋章（1444–1479）
?オスマン帝国時代アルバニア系人の旗（1453–1793）
?オスマン帝国時代アルバニア系人の旗（19世紀）
?19世紀までの旗
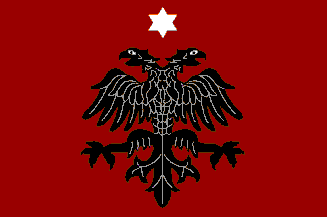
?1912年1914年までの旗
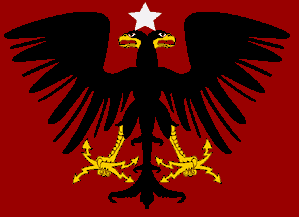
?アルバニア公国（1914年）の国旗
?アルバニア臨時政府の旗
? アルバニア公国（1914年 - 1920年）の国旗。
? アルバニア公国（1920年 - 1925年）及びアルバニア共和国（1925年 - 1926年）の国旗。
?アルバニア共和国（1926年 - 1928年）の国旗。
?アルバニア王国（1928年 - 1939年）の国旗。
?イタリア統治時代のアルバニア王国（1939年 - 1943年）の王室旗。
? イタリア統治下のアルバニア（1939年 - 1943年）の国旗。
?ドイツ統治下のアルバニア（1943年 - 1944年）の国旗。
?アルバニア民主政府（1944年 - 1946年）の国旗。
?アルバニア人民共和国（1946年 - 1976年）及びアルバニア社会主義人民共和国（1976年 - 1991年）及びアルバニア共和国（1991年 - 1992年）の国旗。
?アルバニア共和国（1992年 - 2002年）の国旗。
?共産ユーゴスラビア時代のアルバニア系人の旗
?現在の国旗（縦横比2:3の別タイプ）